# 6 Serpentis
6 Serpentis, som är stjärnans Flamsteed-beteckning, är en dubbelstjärna i den södra delen av stjärnbilden Ormen. Den har en kombinerad skenbar magnitud på ca 5,38 och är svagt synlig för blotta ögat där ljusföroreningar ej förekommer. Baserat på parallaxmätning inom Hipparcosuppdraget enligt på ca 13,6 mas, beräknas den befinna sig på ett avstånd på ca 240 ljusår (ca 73 parsek) från solen. Den rör sig bort från solen med en heliocentrisk radialhastighet av ca 10 km/s.

## Egenskaper
Primärstjärnan 6 Serpentis A är en orange till gul jättestjärna av spektralklass K3 III som ingår i röda klumpen, vilket betyder att den befinner sig på horisontella jättegrenen och genererar energi genom termonukleär fusion av helium i dess kärna. Den har en massa som är ca 1,3 solmassor, en radie som är ca 12 solradier och utsänder ca 55 gånger mera energi än solen från dess fotosfär vid en effektiv temperatur på ca 4 400 K.
År 2005 hade följeslagaren, 6 Serpentis B av skenbar magnitud 9,42, en vinkelseparation av 3,329 ± 0,017 bågsekunder vid en positionsvinkel av 21,8 ± 0,3°.
6 Serpentis är en misstänkt variabel (VAR:), som varierar mellan visuell magnitud +4,31 och 4,80 och varierar utan fastställd periodicitet.